# Profanadores de tumbas
Série
El hacha diabólica
(1965) El barón Brákola
(1965)
Pour plus de détails, voir Fiche technique et Distribution.
Profanadores de tumbas (trad. litt. : « Les profanateurs de tombes ») est un film mexicain de José Díaz Morales sorti en 1966. C'est le quatorzième film d'El Santo, el enmascarado de plata. José Diaz Morales réalisa quatre films d'El Santo en un an, de 1964 à 1965 : Atacan las brujas, El hacha diabólica, Profanadores de tumbas et El barón Brákola.

## Fiche technique
- Titre original : Profanadores de tumbas
- Titre(s) espagnol alternatif(s) : Santo contra los profanadores de tumbas ou Traficantes de muerte
- Titre anglais ou international : The Grave Robbers
- Réalisation : José Díaz Morales
- Scénario : José Díaz Morales, Rafael García Travesi
- Costumes : Bertha Mendoza López
- Photographie : Eduardo Valdez Correa
- Montage : José Juan Munguía
- Musique : Jorge Pérez
- Production : Luis Enrique Vergara
- Société(s) de production : Cinecomisiones, Filmica Vergara S.A.
- Pays d’origine :  Mexique
- Langue originale : espagnol
- Format : noir et blanc — 35 mm — son Mono
- Genre : Horreur
- Durée : 85 minutes
- Dates de sortie :
  - Mexique : 14 avril 1966

## Distribution
- El Santo : Santo
- Gina Romand : Marta
- Mario Orea : Docteur Toicher
- Jorge Peral : Carlos Resendiz
- Jesús Camacho : bossu
- Jessica Munguía
- Fernando Osés : homme de main
- Arturo Castro 'Bigotón' : Inspecteur Mendoza
- Guillermo Hernández : Gorila (Lobo Negro)
- Estela Peral : Estela
- Jorge Fegán : Violiniste